# Juan Viaño
Juan Manuel Viaño Rey (Boqueijón, 4 de julio de 1955) es un matemático español. Fue rector de la Universidad de Santiago de Compostela (USC) desde 2014 hasta 2018.

## Biografía
Licenciado en Matemáticas, es catedrático de Matemática aplicada en la USC. Ha sido jefe del departamento de Matemáticas aplicadas entre 1986 y 1992, decano de facultad de Matemáticas entre 2001 y 2009 y vicerrector en el equipo de Senén Barro (2002-2010). En el terreno político se ha definido como socialdemócrata y fue concejal por el Partido Socialista de Galicia en su localidad natal.
Candidato a rector en las elecciones de 2014, se impuso a Antonio López Díaz por un estrecho margen de 1988 votos contra 1914 (una vez ponderados, solo 25 votos de diferencia), y sucedió a Juan Casares Long, rector de 2010 a 2014.
| Predecesor: Juan Casares Long | Rector de la Universidad de Santiago 2014 - 2018 | Sucesor: Antonio López |